# I gusti sono gusti
I gusti sono gusti (Les goûts et les couleurs) è un film del 2018 diretto da Myriam Aziza.
L'opera è una commedia romantica basata su un ménage à trois.

## Trama
Una giovane lesbica ebrea vive con la sua fidanzata da tre anni senza essere riuscita a fare coming out in famiglia, dove c’è già un fratello gay dichiarato (ripudiato dal padre) che vive col suo compagno (e riceve visite segrete dalla madre). La famiglia della protagonista è anche fortemente tradizionalista ma lei si rifiuta di essere una fedele praticante.
La protagonista afferma con convinzione di essere lesbica dall’età di 11 anni, senza mai avere avuto ripensamenti. Eppure s’innamora di un uomo, nero e musulmano, con amici e famigliari antisemiti, ma continua a professarsi innamorata della sua compagna che vorrebbe sposare.

## Accoglienza

### Critica
Roberta Bellora scrive: “Un film disimpegnato, che offre con comicità uno spaccato del rapporto con la famiglia e col mondo, giusto quando nascondere la nostra identità comincia a darci un peso senza il quale forse vivremmo più leggeri”.